# Тьєррі Тенмар
Тьєррі Тенмар (фр. Thierry Tinmar, нар. 19 травня 1963, Ламантен) — мартинікський футболіст, який грав на позиції захисника. Відомий за виступами в низці французьких клубів, та у складі збірної Мартиніки. Після закінчення виступів на футбольних полях — футбольний тренер.

## Клубна кар'єра
Тьєррі Тенмар розпочав займатися футболом у школі клубу «Парі Сен-Жермен», і дебютував у професійному футболі в складі паризького клубу в 1984 році. Однак гравцем основи не став, і на сезон 1985—1986 років керівництво клубу віддало футболіста в оренду до іншого клубу Ліги 1 «Лаваль». У 1986 році футболіст перейшов до клубу французького другого дивізіону «Ред Стар», а в 1988—1989 роках грав у команді третього французького дивізіону «Шатору». У 1989 році Тенмар повернувся на Мартиніку, де до 1993 року грав у місцевому клубу «Клуб Францискен», після чого завершив виступи на футбольних полях. У 2017 році Тьєррі Тенмар був головним тренером мартинікського клубу «Нью Стар де Дюко».

## Виступи за збірну
У 1993 році Тьєррі Тенмар отримав запрошення до складу збірної Мартиніки. У складі збірної він став переможцем Карибського кубка, унаслідок чого команда отримала путівку до фінального турніру Золотого кубка КОНКАКАФ 1993 року. У фінальному турнірі Тьєррі Тенмар відзначився забитим м'ячем у ворота збірної Коста-Рики, проте команда у фінальному турнірі програла усі три матчі, та вибула з турніру, а Тенмар надалі до збірної не залучався.